# Socialismo liberale
Il socialismo liberale (o liberal socialismo) è una corrente ideologica e politica che coniuga il pensiero socialista alle istanze del liberalismo classico.
Rispetto al socialismo classico, il fine ultimo, per i socialisti liberali, non è la totale conversione della società capitalistica in una di stampo socialista, bensì il conseguimento di un efficiente sistema economico misto, caratterizzato da una qualche forma di regolamentazione e pianificazione economica statalizzata, accoppiata ad una mera economia di mercato, in cui siano equamente contemplate la presenza di proprietà privata e proprietà statale, sotto forma di imprese pubbliche nazionalizzate o di società cooperative o autogestite o cogestite, dei beni strumentali, e in cui il processo politico-economico della società sia maggiormente democratizzato.

## Storia

### Origini
Sul finire del XIX secolo, intellettuali di area liberale e socialista giunsero a teorizzare un modello politico e sociale che comprendesse liberismo e socialismo democratico.
Uno dei precursori del socialismo liberale è John Stuart Mill, secondo il quale le società capitaliste avrebbero dovuto sperimentare graduali processi di socializzazione tramite imprese autogestite coesistenti con imprese private. Si può considerare tra i precursori del socialismo liberale anche Pierre-Joseph Proudhon, teorizzatore del mutualismo, il quale vedeva delle reali connessioni tra i concetti di libertà e uguaglianza.
In Italia, il precursore del socialismo liberale è considerato Gaetano Salvemini, che ebbe tra i propri allievi Carlo Rosselli, Ernesto Rossi e Camillo Berneri.
Salvemini, nel 1920, si pose il problema del nesso tra democrazia, socialismo e riformismo, ritenendo che il capitalismo dovesse essere riformato per opera del movimento operaio, in modo da migliorare le condizioni materiali di ognuno; inoltre egli postulò il superamento totale del marxismo e fu concorde con l'esponente socialista Filippo Turati nel sostenere che i socialisti dovessero andare al potere per salvare la democrazia.
In quegli anni, del resto, il PSI diede il suo appoggio parlamentare a governi come quelli di Zanardelli, Sonnino e Giolitti. In tal modo vennero varate nuove importanti riforme: l'abbassamento delle ore di lavoro giornaliero fino a dieci, il divieto per i bambini e le donne di svolgere lavori in miniera, la nazionalizzazione delle ferrovie e della scuola elementare (fino ad allora di competenza solo dei Comuni), e l'istituzione di una cassa nazionale per le assicurazioni sociali (l'attuale INPS).

### L'opera di Rosselli e Gobetti in Italia

Il logo del movimento Giustizia e Libertà

Nei primi anni venti Carlo Rosselli, uno degli allievi di Salvemini, collaborava con la rivista La Rivoluzione liberale di Piero Gobetti. Essa nacque proprio tra il 1920 e il 1924 con l'obiettivo specifico di approfondire i legami tra liberalismo e socialismo, con l'auspicio che il liberalismo divenisse la teoria delle élite operaie: Gobetti aveva appunto vissuto da vicino la fase dell'occupazione delle fabbriche in una città industriale come Torino e aveva maturato l'idea di democrazia dal basso ", di cui egli vedeva un esempio nel movimento torinese dei consigli di fabbrica (ben presto comunisti) dell'Ordine Nuovo per la formazione di una aristocrazia operaia".
Gobetti e Rosselli si interrogarono sugli errori commessi dai vecchi partiti, anche in relazione all'avanzata fascista, e furono promotori di un'opera di opposizione dura al regime.
Gobetti, il quale intratteneva ottimi rapporti con Antonio Gramsci (non con Palmiro Togliatti che lo definirà “parassita della cultura”),  continuava a definirsi genericamente "liberale" (pur essendo il suo un liberalismo a sfondo sociale): immaginava una "società di produttori" e professava essenzialmente una visione di liberalismo profondamente radicato nel mondo del lavoro, nettamente distante dalle idee marxiste.
Anche Rosselli sviluppò una differente lettura del "socialismo", al di fuori del marxismo: egli lo intendeva come un "divenire perenne”, scrivendo: “Non vi è giorno in cui potrà dirsi realizzato. È un ideale di vita, d'azione, immenso, sconfinato, che induce a superare di continuo la posizione acquisita conforme all'elemento dinamico progressista dei ceti inferiori che salgono irresistibilmente". Rosselli fu profondamente influenzato dal pensiero politico fabiano e dalla breve esperienza del governo britannico di Ramsay MacDonald, presidente del Partito Laburista, a cui riformisti come lo stesso Rosselli e Leonida Bissolati guardavano come modello.
A giudizio di Rosselli, uno dei problemi del socialismo italiano era il dottrinarismo marxista e classista, visto come inadeguato. All'epoca, però, i cosiddetti "riformisti" nel partito erano sostanzialmente marxisti moderati, non accettavano cioè di abiurare il marxismo bensì di conciliarlo con altre idee e ne davano versioni particolari, come Filippo Turati o Giuseppe Saragat e il suo “umanesimo marxista” elaborato a partire dal pensiero austromarxista. Oltre a Rosselli, pochissimi accarezzavano l'idea di un socialismo non marxista, come Camillo Prampolini e Rodolfo Mondolfo.
Un altro problema era il fatto che la stessa lotta al fascismo in nome della libertà non aveva fatto breccia a sinistra. I comunisti, ad esempio, faticavano a comprendere che il fascismo dovesse essere combattuto in quanto dittatura e in alcuni casi (tra i quali lo stesso Lenin) ne salutarono positivamente l'ascesa in quanto accelerazione della crisi del capitalismo. Dunque, porre la questione liberale alla sinistra italiana serviva, secondo Rosselli, anche per definire la necessità di una vera lotta alla dittatura fascista.
Rosselli ritenne poi che l'allontanamento dei giovani dal socialismo partisse essenzialmente dal fatto che il socialismo, soprattutto per colpa del marxismo, era diventato un dogma che non dava spazio all'individuo. Per questo egli proponeva la visione di una società formata da individui e non da una massa indistinta in cui l'individuo si annulla.
Queste idee ebbero diverse reazioni: Togliatti accusò Rosselli di produrre “letteratura fascista”, e perfino il vecchio riformista Claudio Treves si spinse a criticare aspramente l'elaborazione di Rosselli. Benedetto Croce, invece, guardò con favore a una revisione in senso liberale del socialismo, accettando quindi un tipo di economia mista e muovendo nel contempo critiche verso il taylorismo. Nel 1925, a causa del profilarsi dei totalitarismi fascisti e comunisti, Croce si vide disposto a incoraggiare questo nuovo socialismo non marxista che guardava al metodo liberale. Anche Guido De Ruggiero guardò con favore a tale revisione del socialismo, che a suo parere avrebbe sottolineato la "funzione liberale" del socialismo e che il liberalismo non fosse l'ideale culturale e politico di una classe sociale contrapposta a un'altra. A differenza di Gobetti, infatti, De Ruggiero sosteneva che la società liberale si realizzava nel confronto tra le forze sociali, non con l'azione del movimento operaio.

### Fra gli anni venti e quaranta
In Italia il socialismo liberale si espresse comunque nel movimento clandestino Giustizia e Libertà, che darà vita durante la Resistenza agli omonimi reparti, e nel Movimento liberalsocialista, nato nel 1936 tra gli emigrati antifascisti italiani per iniziativa di Guido Calogero e Aldo Capitini: i membri di questo movimento (tra cui Calogero, Tommaso Fiore, Piero Calamandrei e Leone Ginzburg) contribuirono alla prima formazione di un programma liberalsocialista. Il movimento divenne poi uno dei filoni politico-culturali del Partito d'Azione, fondato nel 1942.
Durante questo periodo, nei Paesi nordici, cominciò ad affermarsi il cosiddetto modello sociale nordico, sviluppato perlopiù dai partiti socialdemocratici e laburisti, che risulta essere un'ottima combinazione di liberalismo e socialismo. Tuttavia, spesso ci si riferisce a tale modello definendolo genericamente una forma di socialdemocrazia.

### Sviluppi nel secondo dopoguerra
Dopo la seconda guerra mondiale, l'unico grande partito italiano che propagandava l'idea di un socialismo liberale era il Partito d'Azione, che però era frammentato al suo interno. Fu per questo che Benedetto Croce, il quale inizialmente vedeva con favore le idee liberalsocialiste, cominciò a condannare queste idee, ritenute da lui non ben definite, poiché temeva che potesse emergere un movimento socialista che avrebbe riportato l'Italia a una dittatura. Nell'ottobre 1947 il Partito d'Azione fu sciolto, e le sue componenti (tra cui quella liberalsocialista) si sparsero nell'ambito dell'area progressista soprattutto socialista (PSI e PSLI) e laica (Partito Repubblicano Italiano).
Pochi mesi prima, nel gennaio 1947, Giuseppe Saragat organizzò la scissione di "Palazzo Barberini", uscendo così dal PSI e ricreando il vecchio Partito Socialista dei Lavoratori Italiani (PSLI); Giuseppe Saragat concepiva la socialdemocrazia italiana come una forza politica interclassista, mirata alle esigenze dei nuovi ceti medi dinamici, una forza che doveva perseguire non tanto l'obiettivo della giustizia sociale quanto quello della parità sociale ("pari opportunità"). Tra il 1948 e il 1949 nacquero diversi movimenti di ispirazione liberalsocialista, su iniziativa di alcuni dissidenti del PSI e del PSLI, che nel 1949 confluirono nel Partito Socialista Unitario. Il partito, nonostante il sostegno di altri partiti socialisti europei, ebbe vita breve, e nel 1951 confluì nel PSLI, ridenominato per l'occasione Partito Socialista - Sezione Italiana dell'Internazionale Socialista, che nel 1952 cambiò nome in Partito Socialista Democratico Italiano (PSDI).
Nel 1953 nacque Unità Popolare, movimento liberalsocialista fondato da alcuni dissidenti del PSDI e del PRI, che ebbe il sostegno di molti intellettuali, tra cui Adriano Olivetti e il suo Movimento Comunità. Il partito si dissolse nel 1957.
Alla fine del 1955, dopo l'avvento di Giovanni Malagodi alla guida dei liberali e una nuova sterzata del partito sulla linea di una destra economica, un gruppo guidato da Nicolò Carandini lasciava di nuovo il PLI formando questa volta, insieme con elementi dell'area ex-azionista (Leo Valiani) il Partito Radicale (PR). Questo partito, seppur con scarso peso elettorale, si adoperò per preparare sul piano teorico l'ingresso del Partito Socialista Italiano nell'area governativa intorno alla Democrazia Cristiana, creando un contrappeso social-liberale il più forte possibile rispetto ai democristiani.
Il Partito Radicale stipulò un'alleanza con il PRI per le elezioni legislative del 1958 e con il PSI per le amministrative del 1960. Si sciolse nel 1962, in seguito a dissensi interni, prima di poter partecipare all'ingresso del PSI al governo.
In questo periodo, numerosi partiti socialisti e socialdemocratici europei cominciarono ad allinearsi su idee di un socialismo non marxista: il primo a compiere questo passo fu il Partito Socialdemocratico di Germania durante il congresso di Bad Godesberg del 1959.

### Gli anni settanta e ottanta
A partire dal 1978 il socialismo liberale cominciò a essere argomento di dibattito all'interno degli ambienti del PSI: nell'agosto del 1978 apparve sul settimanale L'Espresso un ampio articolo dal titolo Il Vangelo Socialista, cofirmato da Bettino Craxi, segretario del PSI dal 1976, e fatto pervenire a lui da Luciano Pellicani, docente di sociologia politica, mentre nel 1979 il giornalista Enzo Bettiza e il socialista Ugo Intini scrissero un saggio intitolato Lib/Lab.
Il Partito Socialista Italiano provò a elevare il socialismo liberale a principale riferimento culturale della sinistra riformista italiana con questi scritti e con i progetti di divulgazione e propaganda che furono portati avanti subito dopo dall'Avanti! e dalle riviste Mondoperaio e Critica Sociale, anche attraverso dibattiti con personalità del mondo liberale e di quello socialista.
Durante la segreteria di Craxi, il PSI si spostò ufficialmente da una visione puramente socialdemocratica all'idea liberalsocialista, ponendo in evidenza il richiamo alla continuità con le idee di Carlo Rosselli dato, oltre allo smarcamento dal marxismo e la ferma condanna al leninismo, con il riconoscimento al ruolo delle imprese e dell'iniziativa economica privata nelle moderne economie, la valorizzazione dell'individuo e la esaltazione del pluralismo economico e sociale, ritenuto essenziale per garantire il pluralismo politico, nonché, sempre secondo questa prospettazione, l'innovativo messaggio dell'alleanza tra merito e bisogno sviluppato sul finire degli anni ottanta.
Anche il Partito Socialista Operaio Spagnolo, guidato da Felipe González, si smarcò dalla tradizione marxista in un congresso straordinario del settembre 1979; alle elezioni generali del 1982 il PSOE ottenne il 48% dei voti e González venne eletto capo del governo spagnolo.
Fu negli anni '80 che, mentre in Italia cominciò la stagione dei governi guidati dal Pentapartito (nel quale erano inclusi PSI e PSDI), si insediarono in Europa diversi governi guidati da socialisti e socialdemocratici (come i già citati Partito Socialista Operaio Spagnolo e Partito Socialista francese, il Partito Socialdemocratico dei Lavoratori di Svezia e il Movimento Socialista Panellenico).

### Gli anni novanta, 2000 e 2010
Nel 1990, il Partito Socialista francese (il cui segretario all'epoca era Pierre Mauroy) considerò il socialismo liberale come una delle ideologie ufficiali del partito: nella dichiarazione dei principi del 1990, infatti, il partito sostiene un'economia mista che, senza misconoscere le regole del mercato, fornisce al potere pubblico e alle forze sociali i mezzi per la realizzazione degli obiettivi di interesse generale; il partito, con quella dichiarazione, cercò altresì di coniugare economia mista e sviluppo sostenibile.
Secondo alcuni osservatori, un interprete di una linea politica essenzialmente liberalsocialista sembrerebbe essere stato il Partito Laburista inglese di Tony Blair, la quale, a ben vedere, si configurò piuttosto come il prodotto di una trasformazione radicale del laburismo britannico: in effetti la linea di Blair riflette un modello di società che si propone di garantire pari opportunità in un contesto neoliberale (un progetto di terza via, definito talvolta come blairismo), con l'intuizione della necessità di venire incontro ai bisogni degli individui dotati di talento e di capacità di emergere contro ogni logica di privilegio sociale, accantonando ogni progetto relativo alla redistribuzione della ricchezza. Uguale discorso si può fare in relazione ai progetti politici del Partito Socialdemocratico di Germania di Gerhard Schröder e del Partito Socialista portoghese di António Guterres, oltre ad altre frange della sinistra riformista europea.
Nel luglio del 2000, il Partito Socialista Operaio Spagnolo elesse José Luis Rodríguez Zapatero come segretario generale; Zapatero presentò un progetto d'azione che propugnava un socialismo «profondo e autenticamente liberale» e che avrebbe unito i concetti di "cittadinanza, libertà e socialismo". Nel 2004, dopo la vittoria del PSOE alle elezioni, Zapatero fu nominato presidente del Governo spagnolo e rimase in carica fino al 2011. I governi guidati da Zapatero furono artefici di diverse riforme (riguardanti la società, l'istruzione e il lavoro), e la sua azione di governo, definita "socialista liberale", fu intesa da Zapatero come frutto di un progetto politico da lui definito "socialismo de los ciudadanos" cioè "socialismo dei cittadini".

## Fondamenti
Per quanto riguarda l'Italia, proprio Carlo Rosselli, considerato da molti il vero padre del socialismo liberale italiano, quando fu chiamato a dare riferimenti politici e culturali più solidi e riconoscibili al socialismo liberale, nella sua opera principale (appunto chiamata “Socialismo liberale” e scritta nel 1929, nel confino di Lipari, dove era stato inviato dal regime fascista per avere aiutato Filippo Turati e Sandro Pertini a espatriare in Francia) ne sviluppò una definizione attorno a 13 tesi:
1. Il socialismo è in primo luogo rivoluzione morale, e in secondo luogo trasformazione materiale.
2. Come tale, si attua sin da oggi nelle coscienze dei migliori, senza bisogno di aspettare il sole dell'avvenire.
3. Tra socialismo e marxismo non vi è parentela necessaria.
4. Anzi, ai giorni nostri, la filosofia marxista minaccia di compromettere la marcia socialista.
5. Socialismo senza democrazia è come volere la botte piena (uomini, non servi; coscienze, non numeri; produttori, non prodotti) e la moglie ubriaca (dittatura).
6. Il socialismo, in quanto alfiere dinamico della classe più numerosa, misera, oppressa, è l'erede del liberalismo.
7. La libertà, presupposto della vita morale così del singolo come delle collettività, è il più efficace mezzo e l'ultimo fine del socialismo.
8. La socializzazione è un mezzo, sia pure importantissimo.
9. Lo spauracchio della rivoluzione sociale violenta spaventa ormai solo i passerotti e gli esercenti, e mena acqua al mulino reazionario.
10. Il socialismo non si decreta dall'alto, ma si costruisce tutti i giorni dal basso, nelle coscienze, nei sindacati, nella cultura.
11. Ha bisogno di idee poche e chiare, di gente nuova, di amore ai problemi concreti.
12. Il nuovo movimento socialista italiano non dovrà esser frutto di appiccicature di partiti e partitelli ormai sepolti, ma organismo nuovo dai piedi al capo, sintesi federativa di tutte le forze che si battono per la causa della libertà e del lavoro.
13. Che è assurdo imporre a così gigantesco moto di masse un'unica filosofia, un unico schema, una sola divisa intellettuale.

In sostanza il programma liberalsocialista di Rosselli proponeva il superamento del concetto della lotta di classe, del determinismo economico marxista e dell'idea di massa da guidare al socialismo, in funzione di una nuova forma di socialismo che nasce e cresce sull'idea di Libertà (civile, economica, politica) rappresentando così l'eredità del liberalismo invece che la sua negazione, e in grado di realizzare una profonda modernizzazione delle strutture sociali ed economiche attraverso un'opera di riforme costanti e progressive finalizzate alla graduale emancipazione dei lavoratori e dei ceti emarginati della società, seppur all'interno della cornice liberaldemocratica.

Disse infatti ancora Carlo Rosselli: 
Tra i teorici del socialismo liberale spicca anche Guido De Ruggiero, il quale, nella sua Storia del liberalismo europeo, evidenziò la "funzione liberale" del socialismo, ritenendo il marxismo "intellettualmente errato" e il concetto di lotta di classe "privo di fondamento" in quanto riteneva che il liberalismo non fosse l'idea politica di una classe sociale contrapposta a un'altra. Nei suoi scritti egli evidenziò la validità liberale delle lotte socialiste: egli sosteneva l'idea di un nuovo liberalismo capace di condividere con il socialismo democratico una battaglia per il progresso sociale e la difesa delle libertà individuali.
Durante gli anni '70 l'idea del socialismo liberale divenne argomento di discussione all'interno di riviste di attualità politica, in particolare Mondoperaio che, durante la direzione di Federico Coen, diede spazio alle riflessioni di Norberto Bobbio e Luciano Pellicani oltre che ai dibattiti con Giorgio Ruffolo, Gaetano Arfé, Antonio Landolfi, Francesco Forte, Lucio Colletti e Luciano Cafagna.
Riflessioni in epoca più recente sono state condotte da Bobbio e Ralf Dahrendorf.
A proposito dei termini socialismo liberale e liberalsocialismo (inteso come liberalismo sociale), Norberto Bobbio ha scritto:
(Attualità del socialismo liberale, prefazione a Carlo Rosselli, Socialismo liberale, Einaudi, 1997, pp. VIII-IX)
In via generale tuttavia, liberalsocialismo è la contrazione di socialismo liberale, costituendo comunque concetto distinto rispetto al liberalismo sociale o socioliberalismo, che invece rappresenta l'ala sinistra del liberalismo, sebbene diversi pensatori ritengano uguali i due concetti.

## Partiti socialisti liberali
Alcuni partiti che includono il socialismo liberale tra le ideologie principali (rendendolo quindi comune a tutte le eventuali correnti interne e non prerogativa di una sola corrente) sono:
- Partito Socialista Italiano
- Partito Democratico
- Partito Socialista Operaio Spagnolo
- Partito Socialista portoghese
- Partito Socialista francese
- Partito Socialdemocratico di Germania

Altri partiti che in un certo senso sono vicini alle idee liberalsocialiste sono, in generale, tutti i partiti socialdemocratici ed alcune entità politiche d'ispirazione radicale.
In passato sono stati vicini a idee liberalsocialiste Partito Socialista Unitario, Partito d'Azione, Democratici di Sinistra e Socialisti Democratici Italiani.